# Eublemma baccatrix
Eublemma baccatrix is een vlinder van de familie van de spinneruilen (Erebidae). De wetenschappelijke naam van deze soort is voor het eerst voorgesteld door Hermann Hacker in een publicatie uit 2019. Deze soort lijkt sterk op Eublemma baccalix uit het Oriëntaals gebied.
De soort komt voor in Zuid-Spanje, op de Canarische Eilanden, in Kaapverdië, Mauritanië, Gambia, Burkina Faso, Ethiopië, Togo, Nigeria, Congo-Kinshasa, Oeganda, Kenia, Tanzania, Angola, Zambia, Malawi, Mozambique, Namibië, Zimbabwe, Zuid-Afrika, Eswatini, Madagaskar, Réunion, Mauritius, Saudi-Arabië en Jemen.